# Shapley 1
Shapley 1 (również Sp-1) – mgławica planetarna znajdująca się w konstelacji Węgielnicy. Została odkryta w 1936 roku przez Harlowa Shapleya. Mgławica ta jest odległa o 4700 lat świetlnych od Ziemi. 
Mgławica Shapley 1 tworzy wyraźny pierścień kołowy wokół centralnej gwiazdy. Obserwowana wielkość gwiazdowa gwiazdy wynosi 14m.